# ラジャ・アンパット県
ラジャ・アンパット県（ラジャ・アンパットけん、Raja Ampat Regency）はインドネシア南西パプア州に属するインドネシアの県。
州北西部のニューギニア島から離れた諸島部、ミソール島、サラワティ島、バタンタ島、ワイゲオ島などを含むラジャ・アンパット諸島が県域となっている。現在、県は8034.44km2の陸地面積を持ち、人口は2020年の国勢調査によると64,141人である。県都はワイゲオ島の南海岸にあるワイサイ。
2013年、インドネシア国民議会は新しい県の設立に関する法案の見直しを始め、これには現在のラジャ・アンパット県を分けた北ラジャ・アンパットと南ラジャ・アンパットの2つの新しい県が含まれている。

## マリンダ・ラジャ・アンパット空港
2012年、運輸大臣とラジャ・アンパット役員によって1200mの滑走路のマリンダ・ラジャ・アンパット空港が公式に開港した。滑走路は2013年までに2000mまで延ばされる予定とされる。

## 註
1. ↑  “INDONESIA: West Papua Province”.   Citypopulation.de (2021年8月6日). 2023年1月9日閲覧。
2. ↑  “Provinsi Papua Barat Daya: Ibu Kota, Luas Wilayah, dan Sejarahnya”.   Kompas.com (2022年11月19日). 2023年1月9日閲覧。
3. ↑  “Pengembangan Infrastruktur Bandara Raja Ampat Hingga 2013” (2012年5月26日). 2014年10月14日時点のオリジナルよりアーカイブ。2014年10月10日閲覧。